# 1246 Chaka
1246 Chaka este un asteroid din centura principală, descoperit pe 23 iulie 1932 de Cyril Jackson.